# Final de la Copa Mercosur 2001

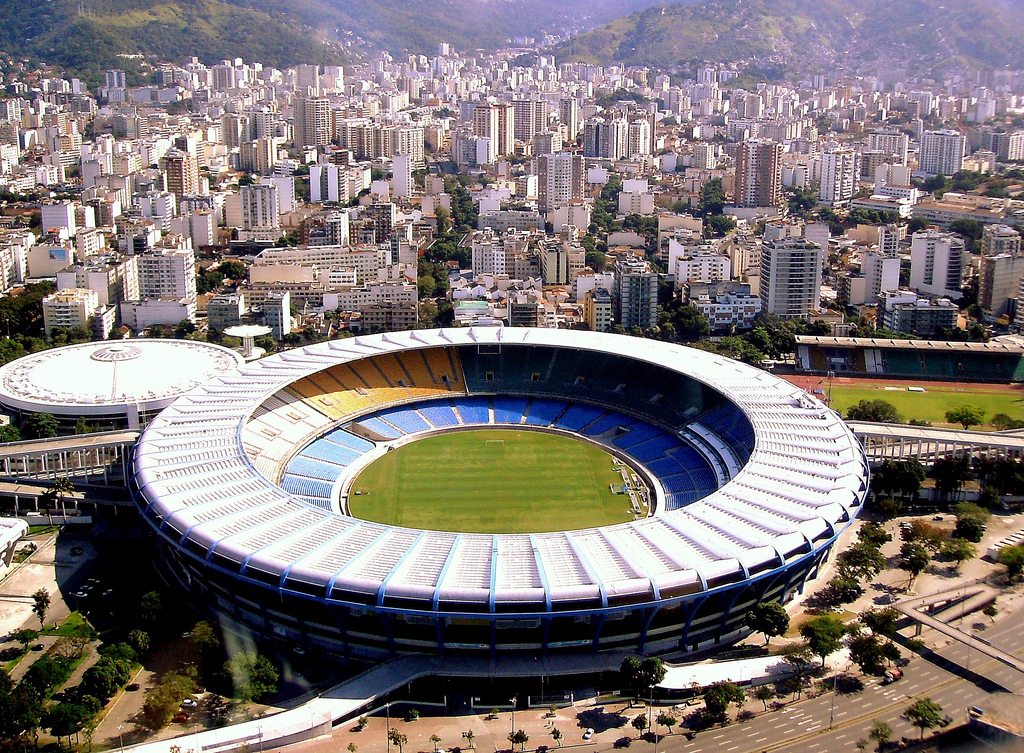
Estadio Maracaná, sede de la final de ida la cual terminaría Flamengo 0 - 0 San Lorenzo.

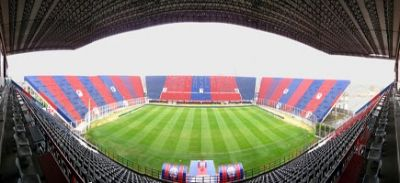
El Nuevo Gasómetro, sede de la final de vuelta la cual terminaría San Lorenzo 1 (4) - 1 (3) Flamengo.

La final de la Copa Mercosur 2001 fue disputada entre el San Lorenzo de Argentina y el Flamengo de Brasil. El San Lorenzo jugaba su primera final de Copa Mercosur —siendo a su vez el único equipo no brasileño en llegar a la final de la Copa Mercosur (debido a que en las tres finales anteriores sólo la habían disutado equipos brasileños)— y buscaba ganarla por primera vez. Mientras que el Flamengo jugaba su segunda final de Copa Mercosur y buscaba ganarla por segunda vez.
La final de ida se jugó el 12 de diciembre del 2001 en el Maracaná en Brasil, en donde ambos clubes empatarían 0 a 0. Mientras que la final de vuelta se jugó el 24 de enero del 2002 en el Nuevo Gasómetro en Argentina, en donde ambos clubes empatarían 1 a 1. Debido a que ambos equipos estaban igualados 1 a 1 en el marcador global, la llave se tuvo que definir mediante la ronda de los penales en la que el San Lorenzo vencería 4 a 3 al Flamengo. Con lo cual el equipo argentino se convertía en el único equipo no brasileño en consagrarse campeón.
Fue la única final de la Copa Mercosur disputada entre un equipo argentino y un equipo brasileño. A su vez, fue la única final que se definió por diferencia de goles, ya que las tres finales anteriores se definieron por puntos. También fue la única final que se definió por penales. Y también, fue la última final de la Copa Mercosur, debido a que el torneo desaparecería para darle paso a la Copa Sudamericana.
Lo curioso de esta final fue que el partido de vuelta se tuvo que jugar al año siguiente por motivos de seguridad, debido a que en Argentina se estaba produciendo el Argentinazo.
El campeón San Lorenzo clasificaba automáticamente a la Copa Sudamericana 2002.

## Finalistas
| Equipo      | Finales jugadas anteriormente |
| ----------- | ----------------------------- |
| San Lorenzo | Ninguna                       |
| Flamengo    | 1999                          |

## Enfrentamientos

### Resultados
| Bandera de Argentina | vs. | Bandera de Brasil |
| San Lorenzo 0 1 (4)  | vs. | Flamengo 0 1 (3)  |

| Global San Lorenzo 1 - 1 Flamengo Penales San Lorenzo 4 - 3 Flamengo |

### Detalles
| 16 de diciembre del 2001 | Flamengo | 0:0 | San Lorenzo | Estadio Maracaná, Río de Janeiro         |                                          |
| 21:50                    |          |     |             | Árbitro(s): Epifiano González (Paraguay) | Árbitro(s): Epifiano González (Paraguay) |

| 24 de enero del 2002 | San Lorenzo                                                | 1:1 (0:1) (4:3 p.)         | Flamengo                                             | Nuevo Gasómetro, Buenos Aires     |                                   |
| 22:00 | Estévez 67'                                                |                            | 10' Machado                                          | Árbitro(s): Óscar Ruiz (Colombia) | Árbitro(s): Óscar Ruiz (Colombia) |
| |                                                            | Tiros desde el punto penal |                                                      |                                   |                                   |
| | Acosta · Serrizuela · Romagnoli · Pusineri · Saja · Capria |                            | Juan · Petković · Andrezinho · Cássio · Edson · Roma |                                   |                                   |
| Este partido debió jugarse el 19 de diciembre del 2001, pero debido a que en Argentina se produjo el Argentinazo, tuvo que jugarse el 24 de enero del 2002 —por motivos de seguridad—. |                                                            |                            |                                                      |                                   |                                   |

### Alineaciones

#### Ida
|  | Flamengo 0 | San Lorenzo 0 |

| FLAMENGO: |                       |
| 1         | Júlio César           |
| 2         | Alessandro 85'        |
| 3         | Juan                  |
| 13        | Fernando              |
| 6         | Cássio                |
| 15        | Jorginho 16'          |
| 9         | Rocha                 |
| 7         | Beto                  |
| 10        | Dejan Petković 33'    |
| 11        | Edílson 46'           |
| DT        | Carlos Alberto Torres |
| Cambios:  |                       |
| 18        | Roma 33'              |
| 14        | Bruno Carvalho 85'    |

| SAN LORENZO: |                        |
| 1            | Sebastián Saja         |
| 17           | Juan José Serrizuela   |
| 2            | Horacio Ameli          |
| 6            | Diego Capria           |
| 4            | Aldo Paredes           |
| 22           | Cristian Zurita 61'    |
| 5            | Pablo Michelini 46'    |
| 11           | Walter Erviti 88'      |
| 10           | Leandro Romagnoli c'   |
| 8            | Guillermo Franco 78'   |
| 9            | Bernardo Romeo         |
| DT           | Manuel Pellegrini      |
| Cambios:     |                        |
| 21           | Lucas Pusineri 61' 61' |
| 19           | Mario Santana 78'      |
| 25           | Lucio Filomeno c'      |

#### Vuelta
|  | San Lorenzo 1 (4) | Flamengo 1 (3) |

| SAN LORENZO: |                            |
| 1            | Sebastián Saja             |
| 17           | Juan José Serrizuela       |
| 2            | Horacio Ameli              |
| 6            | Diego Capria               |
| 4            | Aldo Paredes               |
| 8            | Guillermo Franco 45'       |
| 5            | Pablo Michelini 21'        |
| 11           | Walter Erviti              |
| 10           | Leandro Romagnoli          |
| 7            | Raúl Estévez 53' 67' 90+1' |
| 20           | Alberto Acosta 65'         |
| DT           | Manuel Pellegrini          |
| Cambios:     |                            |
| 21           | Lucas Pusineri 45'         |
| 30           | Leo Rodríguez 90+1'        |

| FLAMENGO: |                         |
| 1         | Júlio César             |
| 30        | Edson 30'               |
| 3         | Juan                    |
| 13        | Fernando 20' 84'        |
| 6         | Cássio                  |
| 5         | Leandro Ávila           |
| 15        | Jorginho                |
| 9         | Rocha                   |
| 10        | Dejan Petković          |
| 18        | Roma 84'                |
| 17        | Leandro Machado 10' 60' |
| DT        | Carlos Alberto Torres   |
| Cambios:  |                         |
| 29        | Jackson 60'             |
| 26        | André Bahia 84'         |
| 21        | Andrezinho 89'          |

|                                 |
| Bandera de Argentina            |
| Campeón San Lorenzo 1.er título |

| Predecesora: 2000 | Final de la Copa Mercosur 2001 | Sucesora: Ninguna |